# Joseph J. Davis

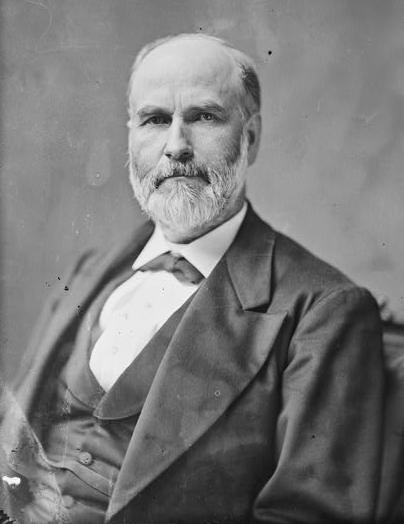
Joseph J. Davis

Joseph Jonathan Davis (* 13. April 1828 bei Louisburg, Franklin County, North Carolina; † 7. August 1892 ebenda) war ein US-amerikanischer Jurist und Politiker. Zwischen 1875 und 1881 vertrat er den Bundesstaat North Carolina im US-Repräsentantenhaus.

## Leben
Joseph Davis besuchte die Louisburg Academy, das Wake Forest College und danach das College of William & Mary in Williamsburg (Virginia). Nach einem anschließenden Jurastudium an der University of North Carolina in Chapel Hill und seiner 1850 erfolgten Zulassung als Rechtsanwalt begann er in Oxford in diesem Beruf zu arbeiten. Später verlegte er seine Kanzlei in seinen Heimatort Louisburg. Während des Bürgerkrieges war Davis Hauptmann im Heer der Konföderation.
Politisch war er Mitglied der Demokratischen Partei. In den Jahren 1868 bis 1870 saß er als Abgeordneter im Repräsentantenhaus von North Carolina. Bei den Kongresswahlen des Jahres 1874 wurde Davis im vierten Wahlbezirk von North Carolina in das US-Repräsentantenhaus in Washington, D.C. gewählt, wo er am 4. März 1875 die Nachfolge des Republikaners William Alexander Smith antrat. Nach zwei Wiederwahlen konnte er bis zum 3. März 1881 drei Legislaturperioden im Kongress absolvieren.
Nach seinem Ausscheiden aus dem US-Repräsentantenhaus praktizierte Davis wieder als Anwalt. Ab 1887 war er Richter am North Carolina Supreme Court. Er starb am 7. August 1892 in Louisburg. Joseph Davis war mit Catherine E. Davis (1830–1881) verheiratet, mit der er zwei Kinder hatte.